# Személyi kultusz
A személyi kultusz egy politikai vezető államilag kikényszerített, rajongásszerű, hős státuszba emelt tisztelete, gyakran a propaganda és a média manipulációjának segítségével. 
Néhány monarchiában, teokráciában, bukott demokráciában és még liberális demokráciákban is megfigyelhető a kialakult kultusz. A személyi kultuszok gyakran létrejönnek a totalitárius vagy tekintélyelvű államok vezetője körül, főleg a pártállamokban és a domináns pártú államokban.
Legkirívóbb formája a történelem során a kommunista vezetők körül alakult ki, de a szélsőjobboldalnál is jellemző volt.

## A kifejezés eredete
A kifejezés első politikai használata Karl Marx egy 1877-es levelében jelent meg.
Nyilvánosan a kifejezést (культ личности) először Nyikita Hruscsov, a Szovjetunió Kommunista Pártja főtitkára használta, az 1956-ban megrendezett 20. pártkongresszuson, egy Sztálinról folytatott értekezés során.

## Jellemzők
Az emberiség történelme során az uralkodókat és az államok vezetőit végtelen tisztelettel kezelték (despotizmus) és államvallást teremtve emberfeletti tulajdonságokkal ruházták fel őket (→ apoteózis). Európában és Észak-Amerikában a 18-19. században, a demokratikus és világi eszmék elterjedése után egyre nehezebbé vált az uralkodók és a vezetők számára, hogy megőrizzék magukról ezt az előnyös képet.
A tömegtájékoztatás, az újságok, a rádió, majd később a televízió fejlődése azonban újra lehetővé tette, hogy rég nem látott pozitív képet fessenek a politikai vezetőről a nép felé. A 20. században ebből a helyzetből alakultak ki a leghírhedtebb személyi kultuszok.
A személyi kultuszt általában az adott ország tömegtájékoztatási eszközei, kultúrpolitikája, oktatási rendszere gerjeszti, sulykolja, kikényszerítve a népből a tiszteletet a vezető iránt. Ez gyakran abban mutatkozik meg, hogy még életében középületeket, utcákat, településeket neveznek el az adott személyről, szobrokat, óriásposztereket stb. állítanak neki. A művészet nagy szerepet játszott a személyi kultusz létrejöttében.
A személyi kultuszú diktatúrákban (leggyakrabban a totalitárius egypártrendszerű országokban) a politikai vezetőt tilos bírálni, tilos például a gúnyolódó karikatúrák készítése, sőt tilos a vezetővel szemben a magánszférában megnyilvánuló kritika, tiszteletlenség, viccelődés is, amit többnyire a titkosrendőrség ellenőriz.

## Példái

### Európa

#### Szovjetunió

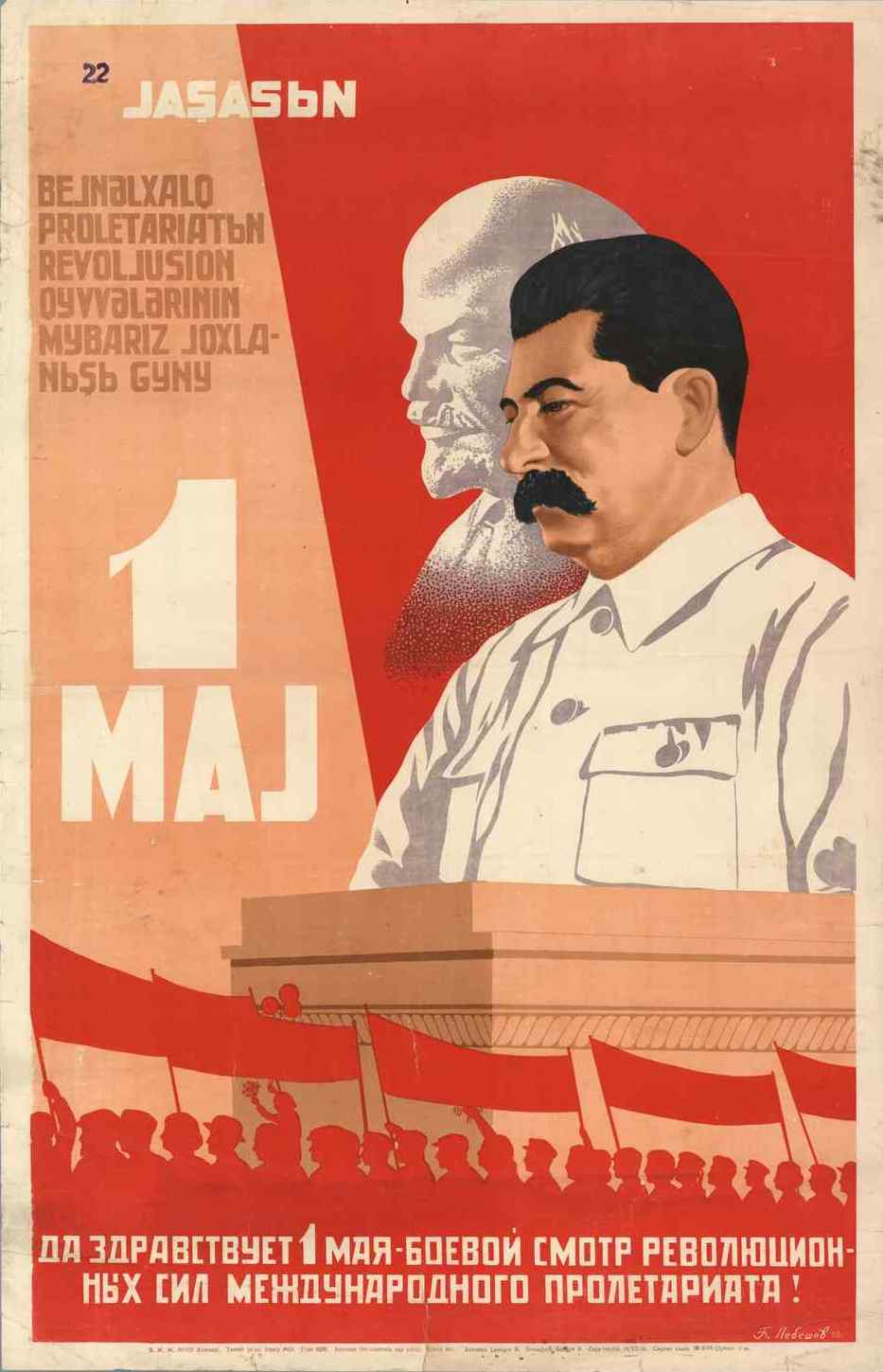
Lenin és Sztálin propagandaplakátja 1938-ban

A Szovjetunióban az első személyi kultusz Lenin körül alakult ki. Akarata ellenére hamarosan „jó cárként” kezdték el tisztelni, mint aki szerény és földhözragadt, ugyanakkor egy új igazságos rendszer megteremtője. Ő lett a forradalom fő szentje, ahogy egy költő 1918-ban megfogalmazta. Halála után a „szentté avatásának” első lépése az volt, hogy bebalzsamozták a testét, majd a Vörös téren lévő mauzóleumban helyezték el. A „Lenin-imádat” számos formáját az orosz ortodox egyháztól kölcsönözték. Mint az ortodox templomokban, ahol Krisztust, Szűz Máriát és szenteket ábrázoló ikonokat függesztettek ki, a polgári középületekben és a magánházakban is a Lenin-képek jelentek meg, ahol a gyermekkorától az élete végéig ábrázolva, más kommunista vezetők képeivel és kommunista ideológia szlogenjeivel együtt lettek kifüggesztve.
Lenin halála után Sztálin átvette a hatalmat és a lehető leggyorsabban megpróbálta magát Lenin nagyszerű művének örököseként bemutatni. Az 1920-as évek végétől a vozsd kifejezést már csak őrá kezdték használni, aki Leninhez hasonlóan "vezetővé és tanítóvá" vált. Lenin hű tanítványaként és társaként ábrázolták őt és az újságokban és más propagandaanyagokban egymás mellett mutatták a képeiket. A Lenin halála után elért eredményeket már kizárólag neki, a „zseninek” tulajdonították. 1937 táján javasolták Moszkva átnevezését is Sztálinodárra (Sztálin ajándéka), és az orosz naptár módosítását úgy, hogy Sztálin születésétől kezdődjön. Ezeket a javaslatokat azonban végül Sztálin elutasította.

#### Nyugat-Európa
A személyi kultuszt bár gyakran a sztálinizmus egyik jellegzetességének tartják, de antikommunista, jobboldali diktatúrák  vezetőinél is megfigyelhető volt.
Németországban Adolf Hitlernél, Olaszországban Benito Mussolininél, Spanyolországban Francisco Franco körül alakult ki.

#### Németország
A náci Németország elvileg nem volt annyira vallásellenes, mint a Szovjetunió, Hitler kultuszánál pedig felhasználták a vallást és a vallási képzeteket is. A Führert gyakran „Isten ajándéka”ként jellemezték, ő volt az új „megváltó”; egy lelkész szerint ő volt "az igazi Szentlélek". A Birodalomban új munkaszüneti napokat is bevezettek: Hitler napját április 20-án tartották a születésnapja tiszteletére, az anyák napját november 9-én, Hitler anyjának születésnapja után, január 30-án pedig Hitler kancellárrá válásának évfordulóját ünnepelték. Utcákat és tereket kereszteltek át a tiszteletére és a németek az újszülött fiaikat gyakran "Adolfnak" nevezték el. Mivel Hitler hivatalosan nőtlen maradt, számos német nő küldött levelet neki, kérve, hogy gyermeket szülhessen neki.

#### Magyarország

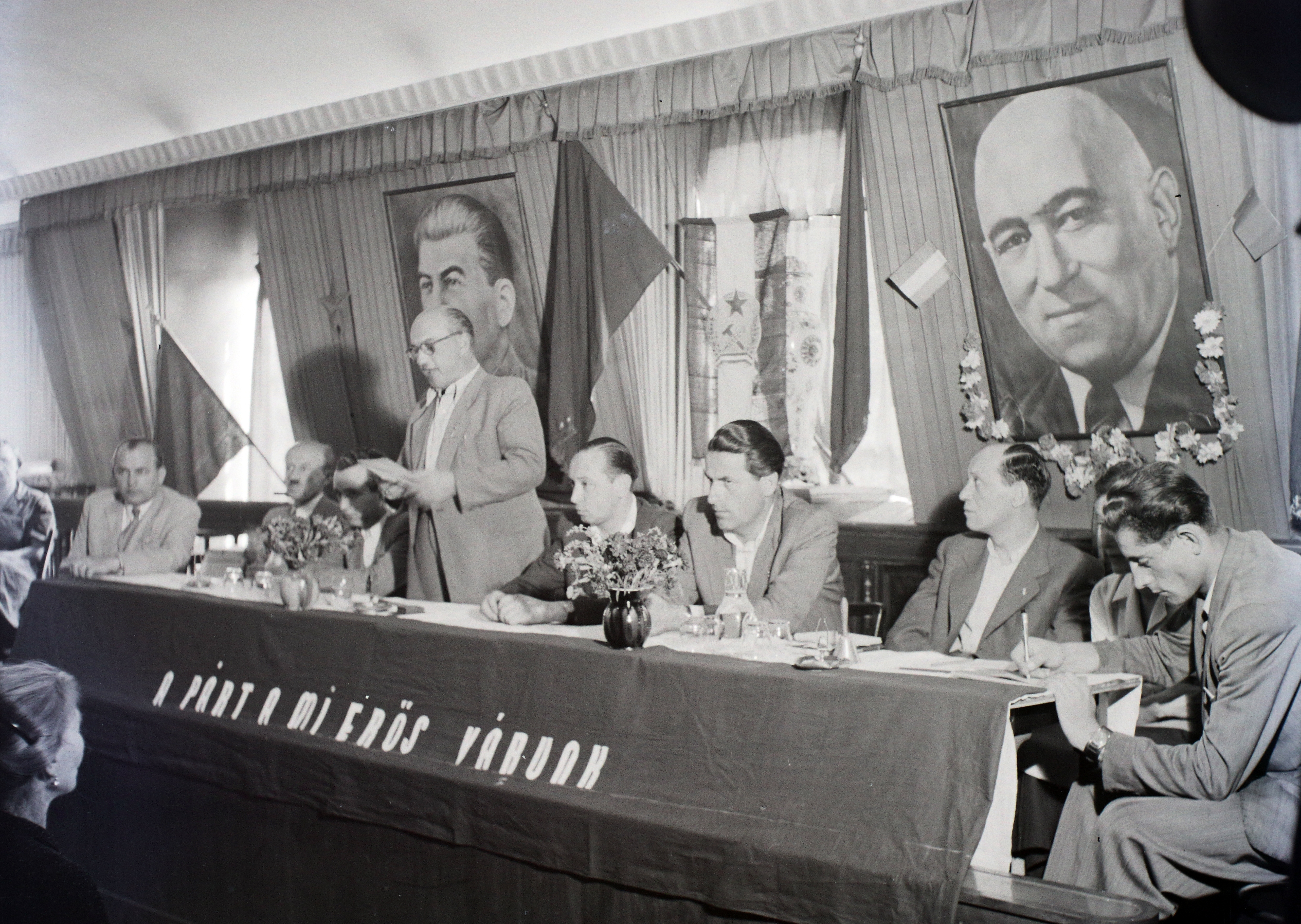
Rákosi virágokkal díszített portréja egy 1950-es pártgyűlésen

Magyarországon Rákosi Mátyásnak volt személyi kultusza az 1950-es évek elején. Az ÁVH megfélemlítette a társadalmat, a párt a tömegtájékoztatási eszközöket a felügyelete alá vonta és a képzőművészetet (szobrászat, festészet), illetve az irodalmat is felhasználva mutatták be a népnek a „bölcs vezért”. A rádió, a napilapok, a filmhíradók és a propagandafilmek, a képek és festmények őt éltették és az összegyűléseken a szónoklatait vagy akár csak a nevének elhangzását is vastapssal kellett köszönteni. A gyűléseken, felvonulásokon, a középületeken, iskolai osztálytermekben, közlekedési eszközökön, a különféle rendezvényeken gyakran a nemzeti hősök (pl. Kossuth, Petőfi) vagy Lenin és Sztálin mellett tűnt fel a portréja és 1951-től megjelent a postabélyegeken is.

#### Románia
Romániában az 1970-es és 80-as években Nicolae Ceaușescunak volt személyi kultusza. A Ceaușescu-házaspárt tökéletesnek tüntették fel; a legtöbb fotó még öregkorukban is 45-50 év körüliként ábrázolta őket. A román televízió szigorú parancsot kapott, hogy a lehető legjobb imázsban jelenítse meg őket. Például a producereknek gondoskodniuk kellett arról, hogy Ceaușescu kis termetét (1,68 m) a nézők soha ne vegyék észre. Az iskolában a gyerekeknek olyan verseket és dalokat tanítottak, amelyekben „a párt, a vezér és a nemzet” tiszteletét fejezték ki.

#### Oroszország
2007-ben Lukasenka, Fehéroroszország elnöke egy sajtótájékoztatón azt nyilatkozta, hogy kollégája, Vlagyimir Putyin személyi kultusza formálódik Oroszországban. Miután 2008-ban Medvegyevet elnökké választották, az USA kormánya által finanszírozott Szabad Európa arról számolt be, hogy Putyin addigi elnöksége alatt sikerült olyan személyi kultuszt építenie maga köré, amely a hajdani szovjet vezetőkhöz hasonlítható. Bár őróla nem állítottak óriási szobrokat az országban, hasonló hősiesített tisztelet kezdi övezni.

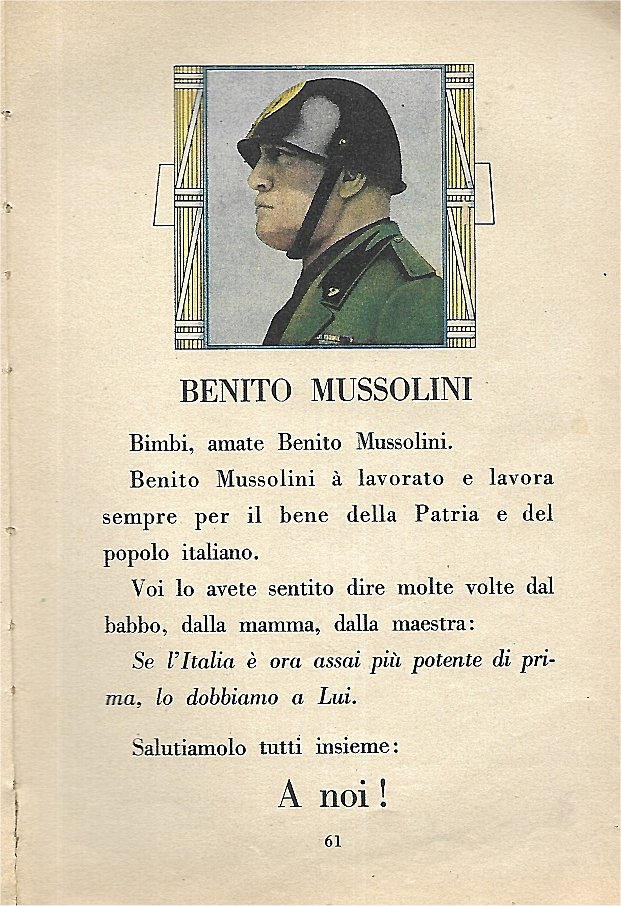
"Gyerekek, szeretni kell Benito Mussolinit!" (1936- os iskolai tankönyv)
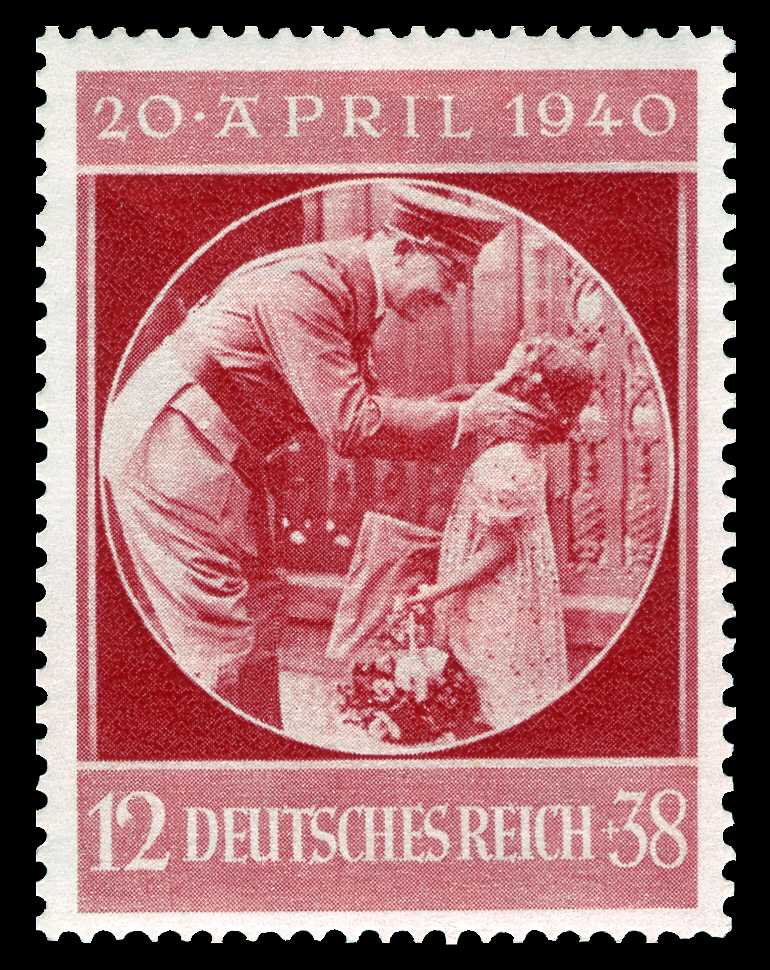
Német postabélyeg Adolf Hitler képével a náci Németország idején.
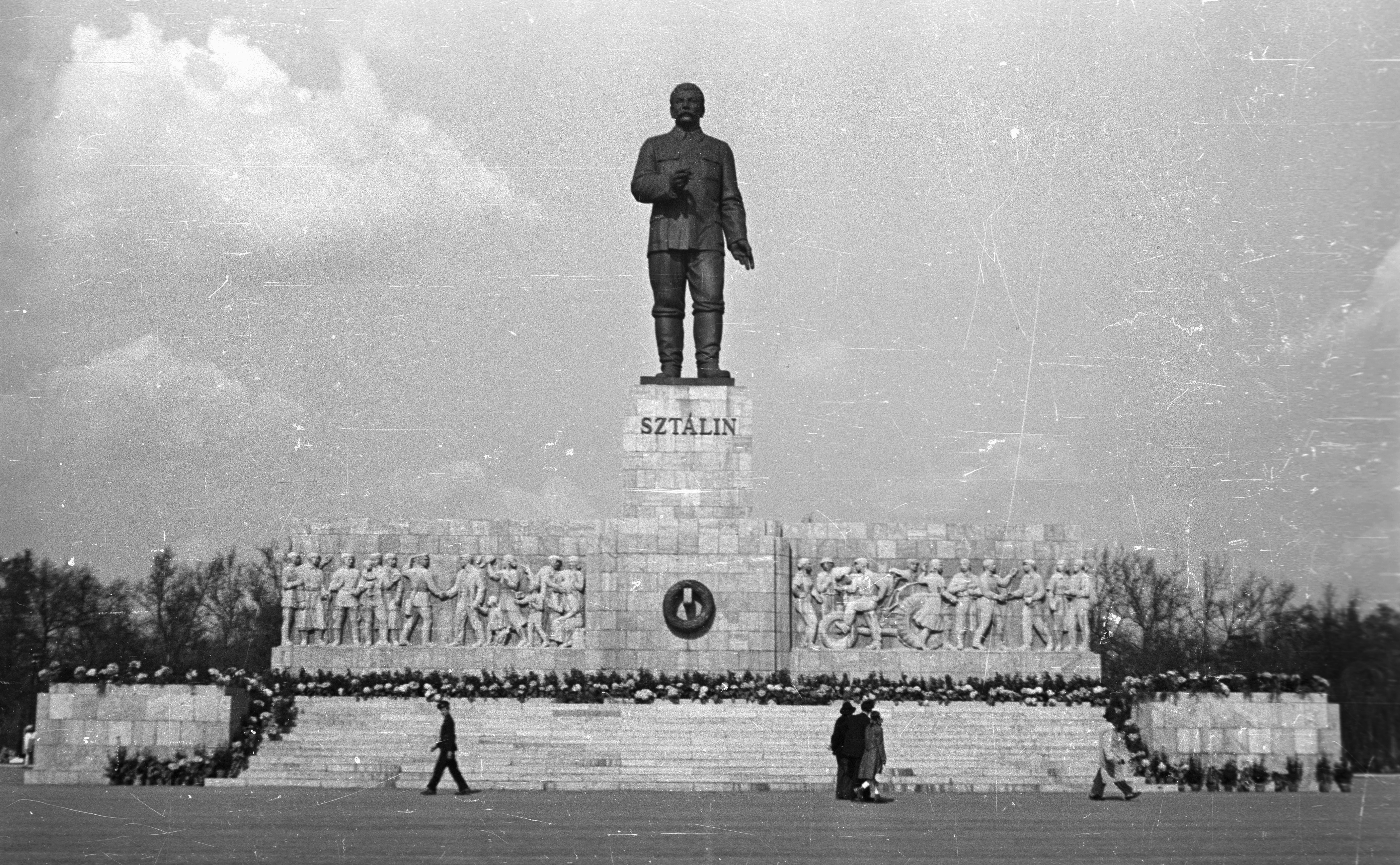
A hatalmas, 10 méter magas Sztálin-szobor Budapesten, 1953-ban
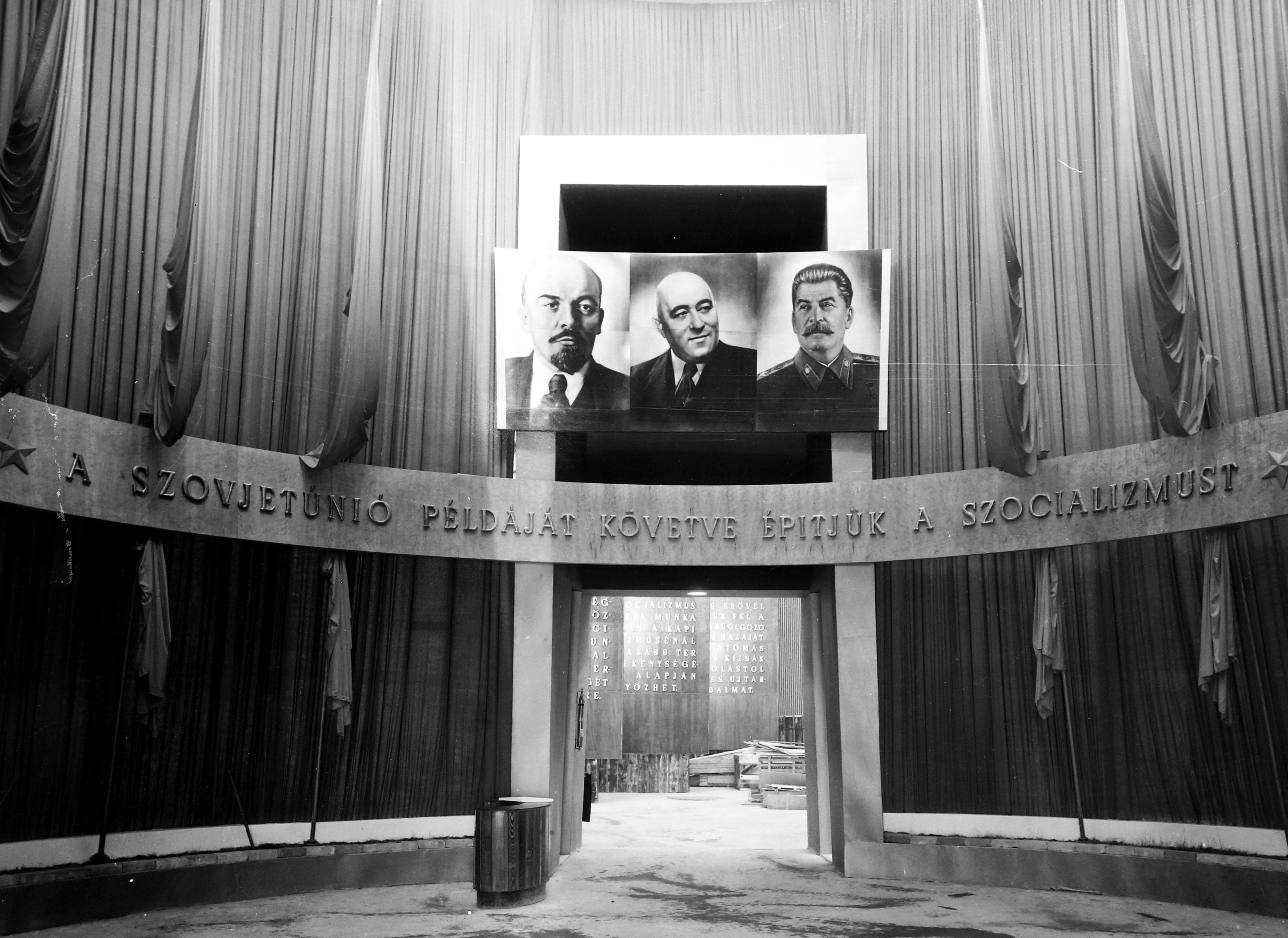
A budapesti Műcsarnok 1949 évi Újítási és találmányi kiállításának transzparense, Lenin és Sztálin képe között Rákosi Mátyás portréja
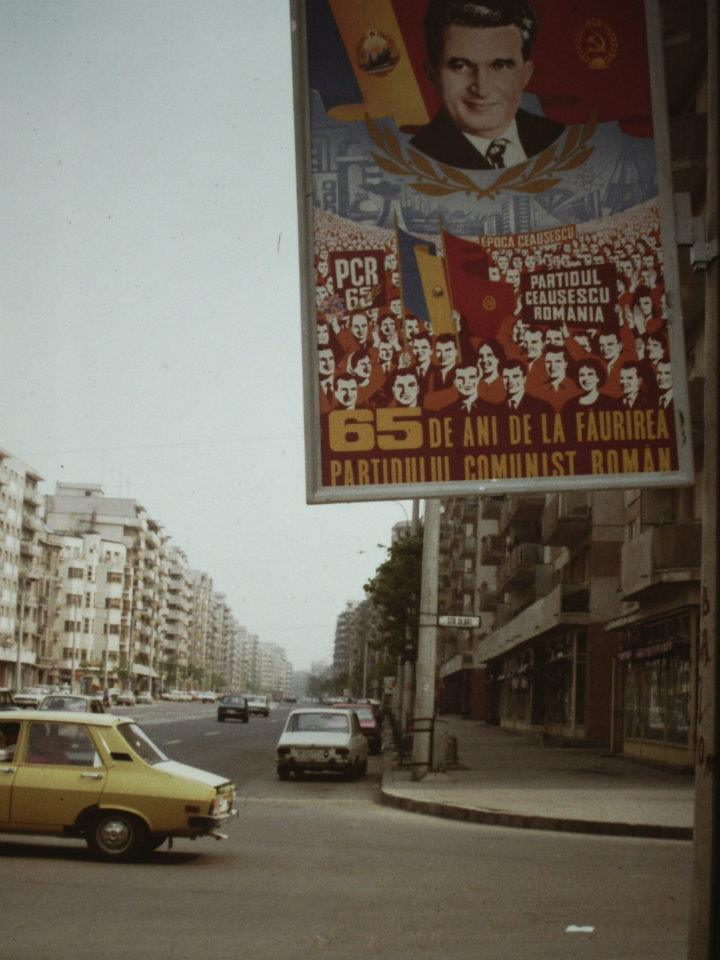
Ceaușescu propagandaplakátja egy bukaresti utcán 1986-ban

### Ázsia

#### Kína
Kínában Mao Ce-tung körül alakult ki személyi kultusz. Mára ezt a szerepet egyre inkább Hszi Csin-ping veszi át. Például Pekingben, a Kínai Kommunista Párt Múzeumában a harmadik szint kizárólag Hszi Csin-ping életének és „művének” van fenntartva.

#### Fülöp-szigetek
A fülöp-szigeteki Ferdinand Marcos is személyi kultuszt alakított ki és 20 évig az ország elnöke maradt, oly módon, hogy a politológusok más tekintélyelvű és totalitárius vezetőkhöz hasonlították, mint például Sztálinhoz és Hitlerhez, de olyan közelmúltbeli diktátorokhoz is, mint az indonéz Suharto vagy az iraki Szaddám Huszein.

#### Szíria
A szíriai Hafez al-Assad, egy baathista tiszt, aki 1970-ben államcsínnyel ragadta magához a hatalmat, diktatúrája fenntartása érdekében átfogó személyi kultuszt hozott létre.

#### Irán
Iránban óriási kultusz vette körül az utolsó császárt, Mohammad Reza Pahlavi sahot, illetve máig ez övezi az őt megbuktató, teokratikus diktatúrát kiépítő Ruholláh Homeini ajatollahot.

#### Azerbajdzsán
Azerbajdzsánban Heydər Əliyev körül alakult ki személyi kultusz, az ún. hejdarizmus. Ő 1993-ban lett Azerbajdzsán elnöke és elkezdett kiépíteni egy autokratikus rendszert, nagy mértékben támaszkodva a családja és a klán (az elit) tagjaira, továbbá az olajbevételekre.

#### Türkmenisztán
A már meghalt Saparmyrat Nyýazownak, más néven Türkmenbaşynak is nagy kultusza volt Türkmenisztánban.

#### Észak-Korea
Manapság a legeklatánsabb példa Kim Dzsongun kormányzása Észak-Koreában, csakúgy mint elődjének, a már elhunyt Kim Ir Szennek.

### Amerika

#### Argentína
Argentínában Juan Perón, akit háromszor választottak meg Argentína elnökévé, és második felesége, Eva "Evita" Perón rendkívül népszerűek lettek az argentinok körében és a mai napig ikonként tartják számon őket. Ezzel szemben az akadémikusok és politológusok gyakran demagógnak és diktátornak jellemzik őket.

#### Dominikai Köztársaság
A Dominikai Köztársaság diktátora, Rafael Trujillo 1930-tól 1961-ben történt meggyilkolásáig vezette az országát. Róla nevezték át az ország fővárosát, legmagasabb csúcsát és egy tartományt is. A szobrait tömegesen állítottak fel szerte az országban, hidakat és középületeket neveztek el a tiszteletére.

#### Venezuela

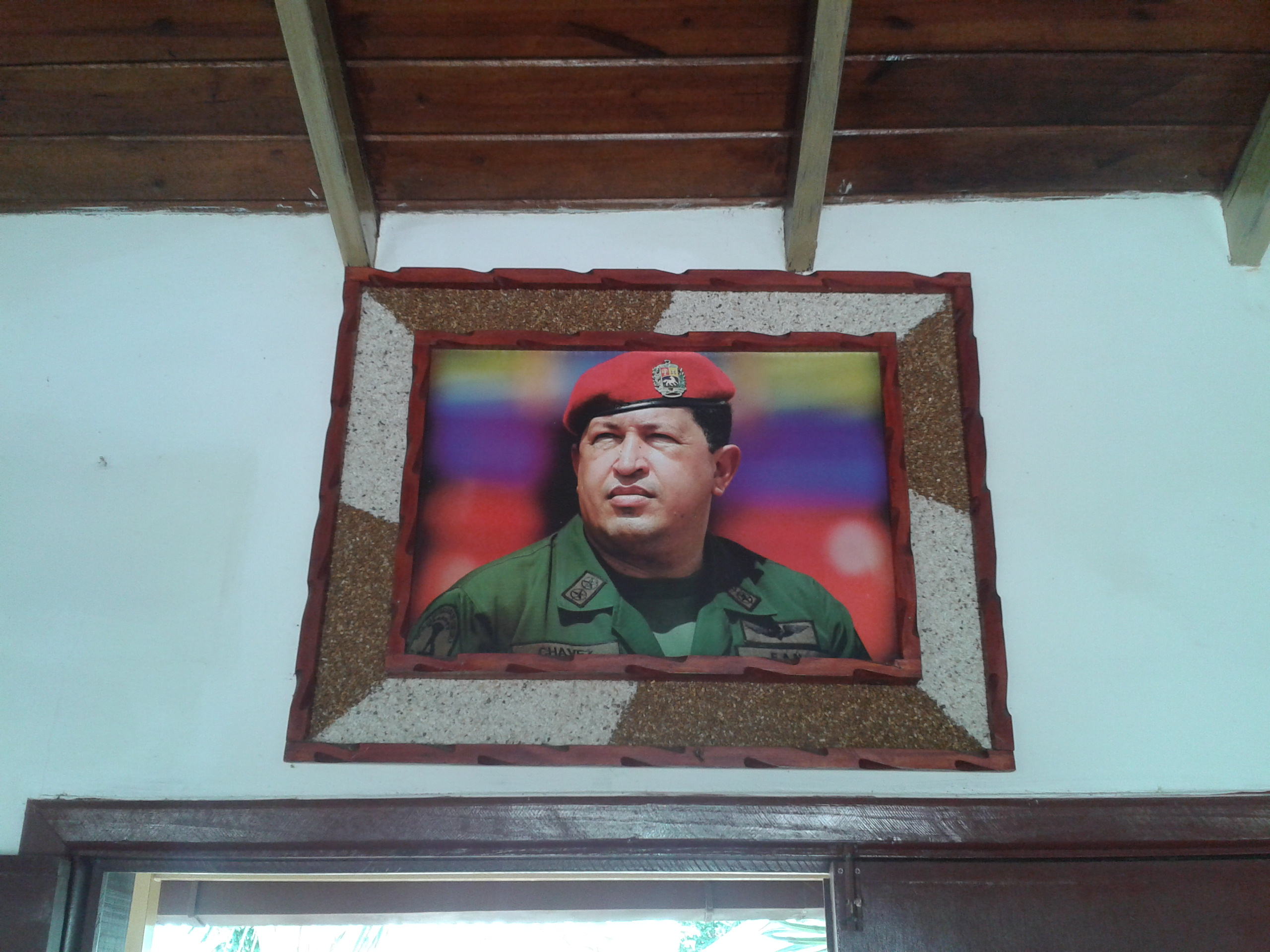
Hugo Chávez képe

Venezuelában Hugo Chávezt övezte élete során személyi kultusz. Az állami média és támogatói gyakran emlegették comandante presidente-ként. A halála után a testét Lenin, Mao Ce-tung vagy Hồ Chí Minh mintájára be is akarták balzsamozni, hogy az örökkévalóságig megmaradjon. Később a venezuelai állami műsorszolgáltató, a ViVe bemutatott egy rajzfilmes videót, amelyen az volt látható, amint Chávez megérkezik a mennybe és ott találkoznak vele többek között Che Guevara, Evita Peron, Simón Bolívar és a venezuelai népi hősök.
2014-ben a kormányzó venezuelai szocialista párt (PSUV) hivatalosan is jóváhagyta a Hugo Chávez néhai elnökhöz intézett imát. A keresztény „Miatyánk” mintájára készült formulát a caracasi pártkonferencián mutatták be: „Mi Chávezünk, aki a mennyben vagy (...) Adj világosságot, hogy ne engedjünk a kapitalizmus csábításának..”

#### USA
Az Egyesült Államokban napjainkban a Donald Trump mögött kialakuló trumpista mozgalom PR és a politikai bázisának bizonyos jellemzői szintén a személyi kultusz tüneteit mutatják.

## Sztárkultusz
Karizmatikus személyeknek úgy is lehet kultusza, hogy azt nem a hatalom „erőlteti rá” az emberekre.
Bár a személyi kultusz eredetileg kifejezetten a politikai vezetők tiszteletére szolgál, de a politikán kívül más emberek bálványozására is használható. Az ilyen tisztelet előfordul többek között a popkultúrában, nemzeti hősöknél vagy a vallási közösségekben. A mai napig kaphatók az arcképükkel díszített dísztárgyak, pólók, poharak, órák, nyakláncok stb.
Példák
John Lennon, Elvis Presley, Mustafa Kemal Atatürk, Michael Jackson, Josip Broz Tito, Che Guevara, Lady Diana, a horvátoknál Ante Gotovina.
Vallási közösségeknél
Jézus, II. János Pál pápa, L. Ron Hubbard, Máta Amritánandamaji.

## Galéria

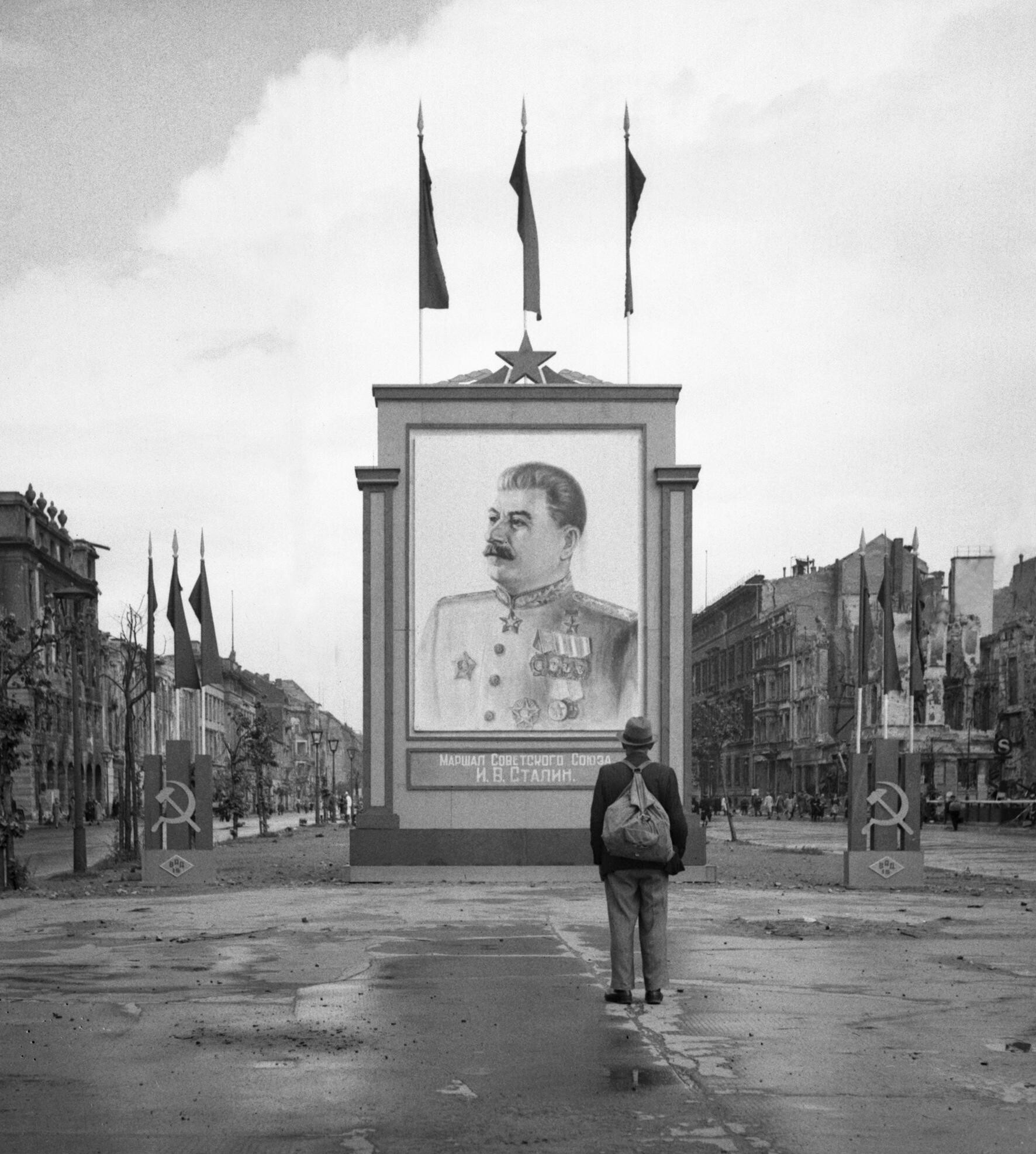
Sztálint ábrázoló festmény Berlinben közvetlenül a háború után
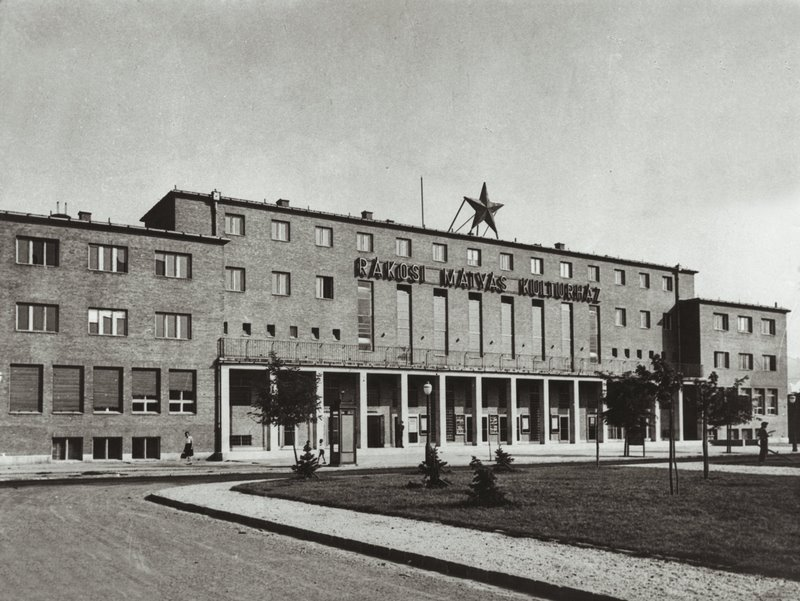
A Rákosi Mátyás Kultúrház 1949-ben. Ma József Attila Művelődési Központ
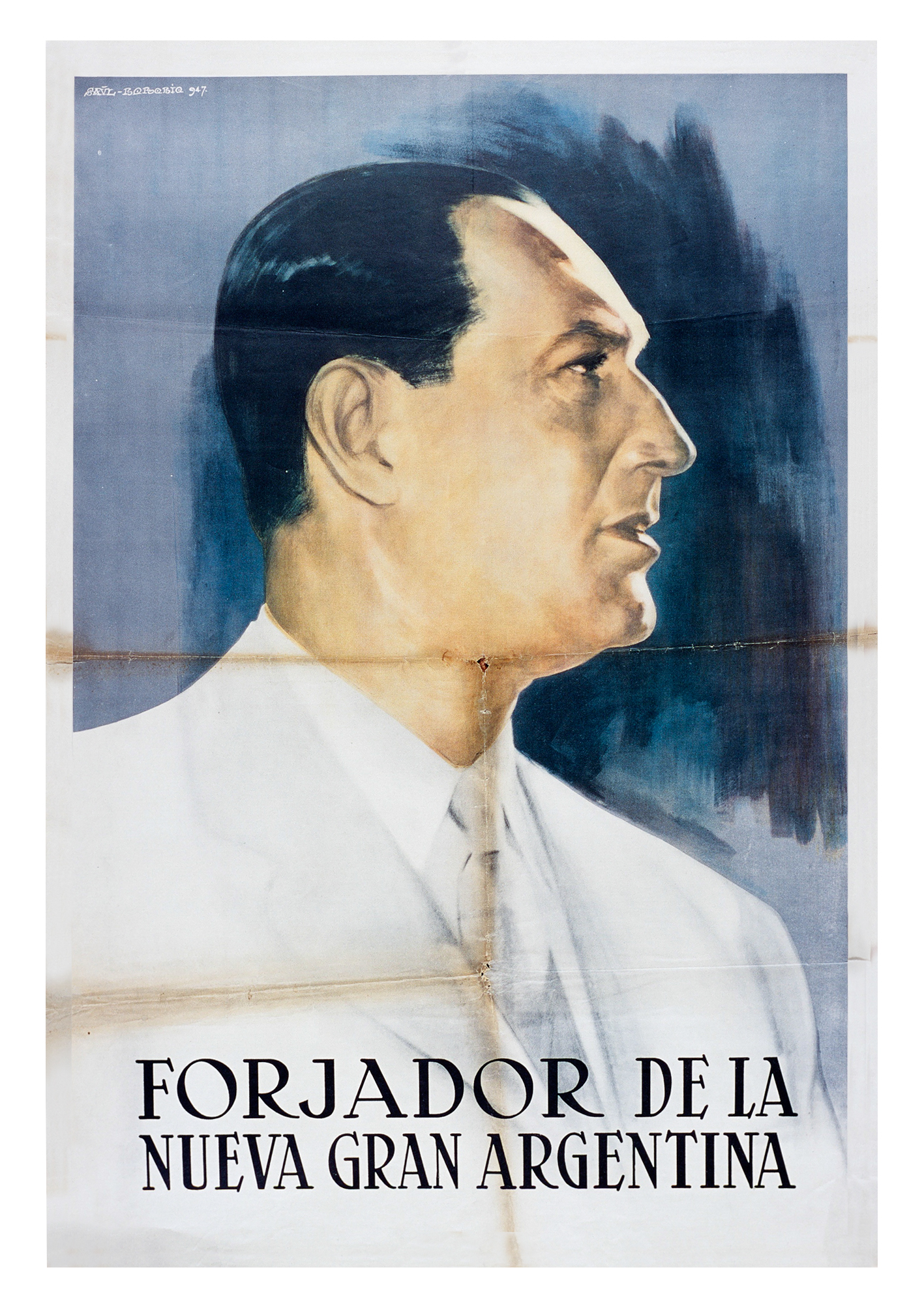
Juan Perón, "Az új nagy Argentína alapítója" (1947-es plakát)
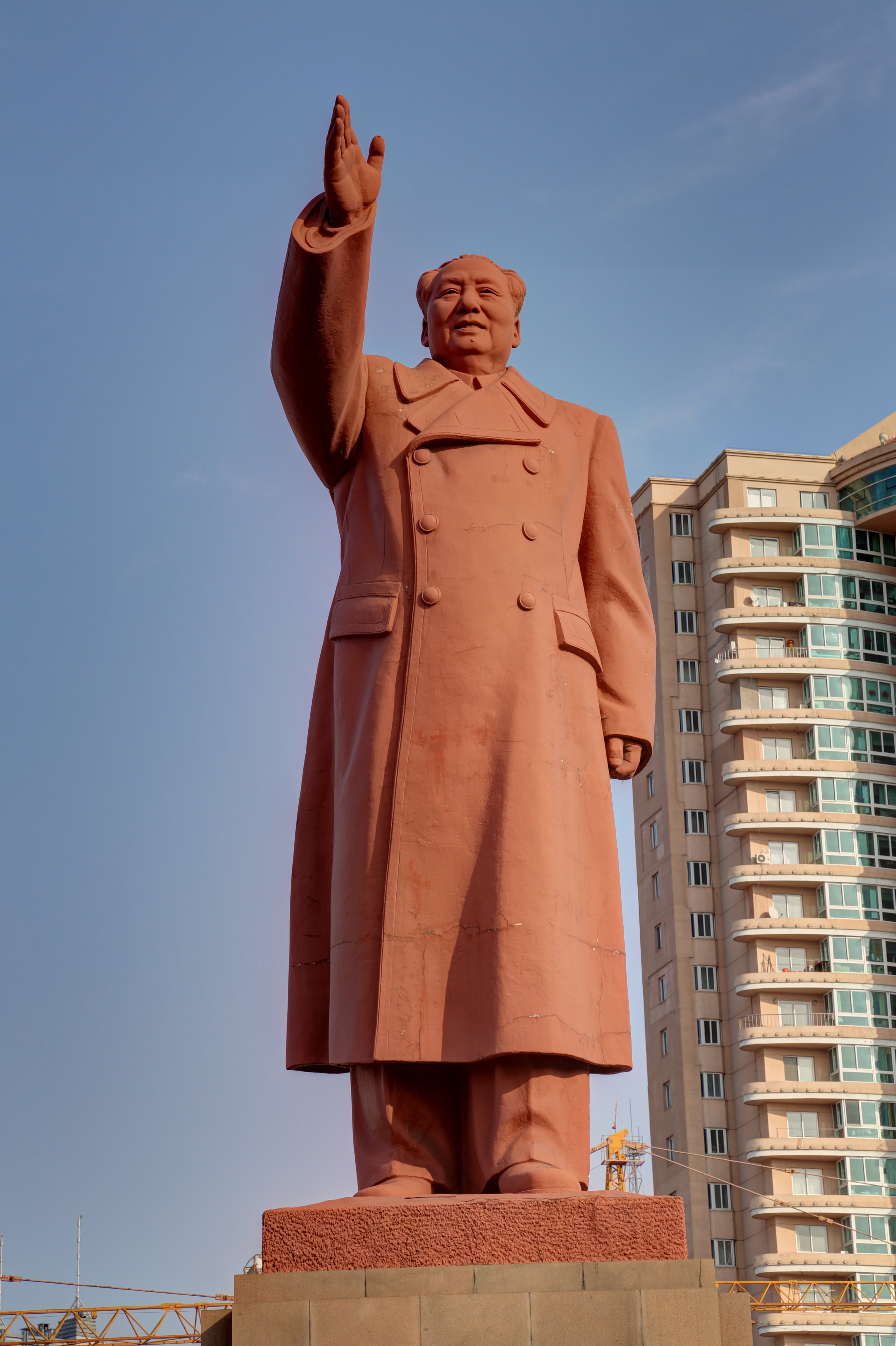
Mao Ce-tung szobra Kínában
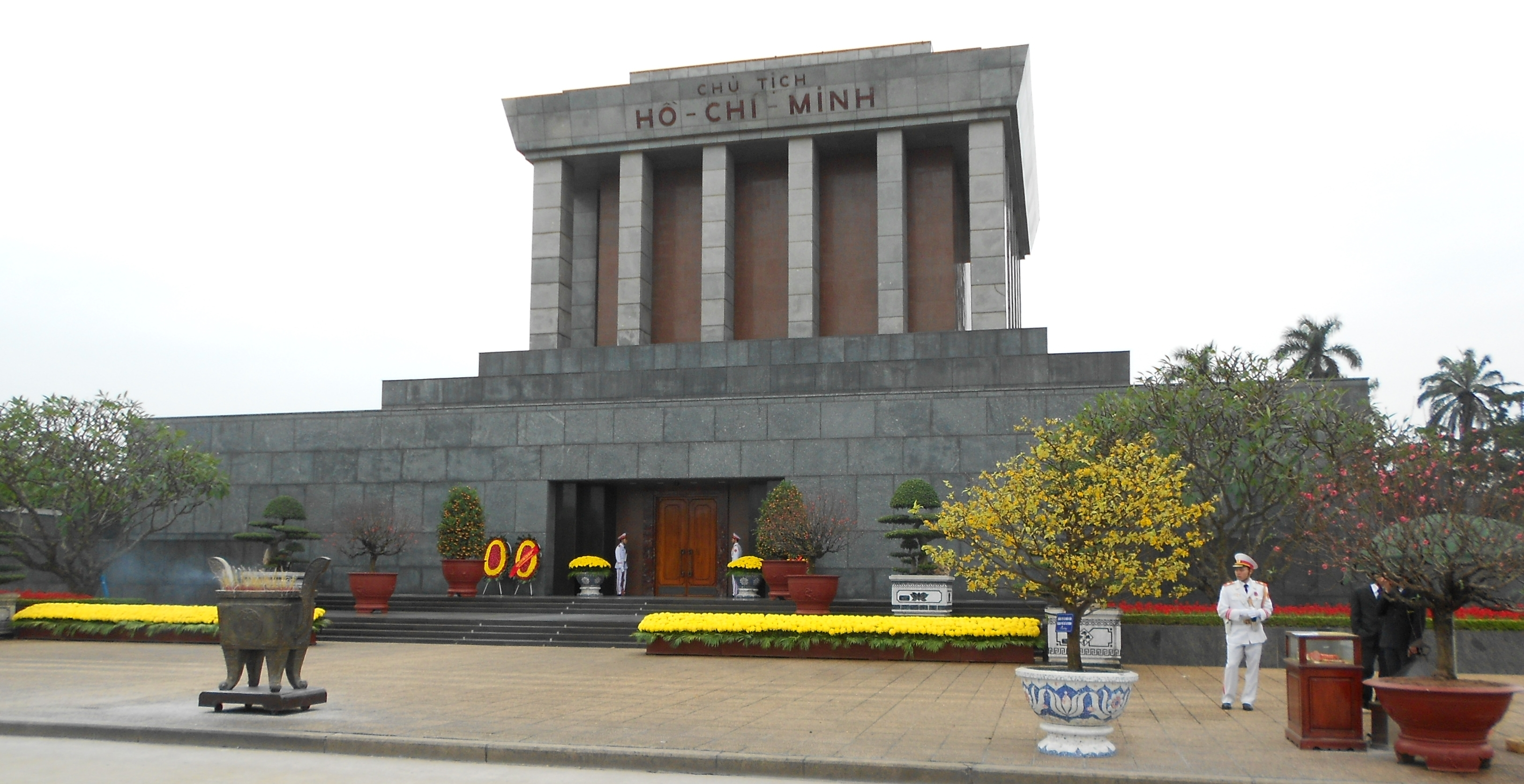
Ho Si Minh mauzóleuma Vietnámban
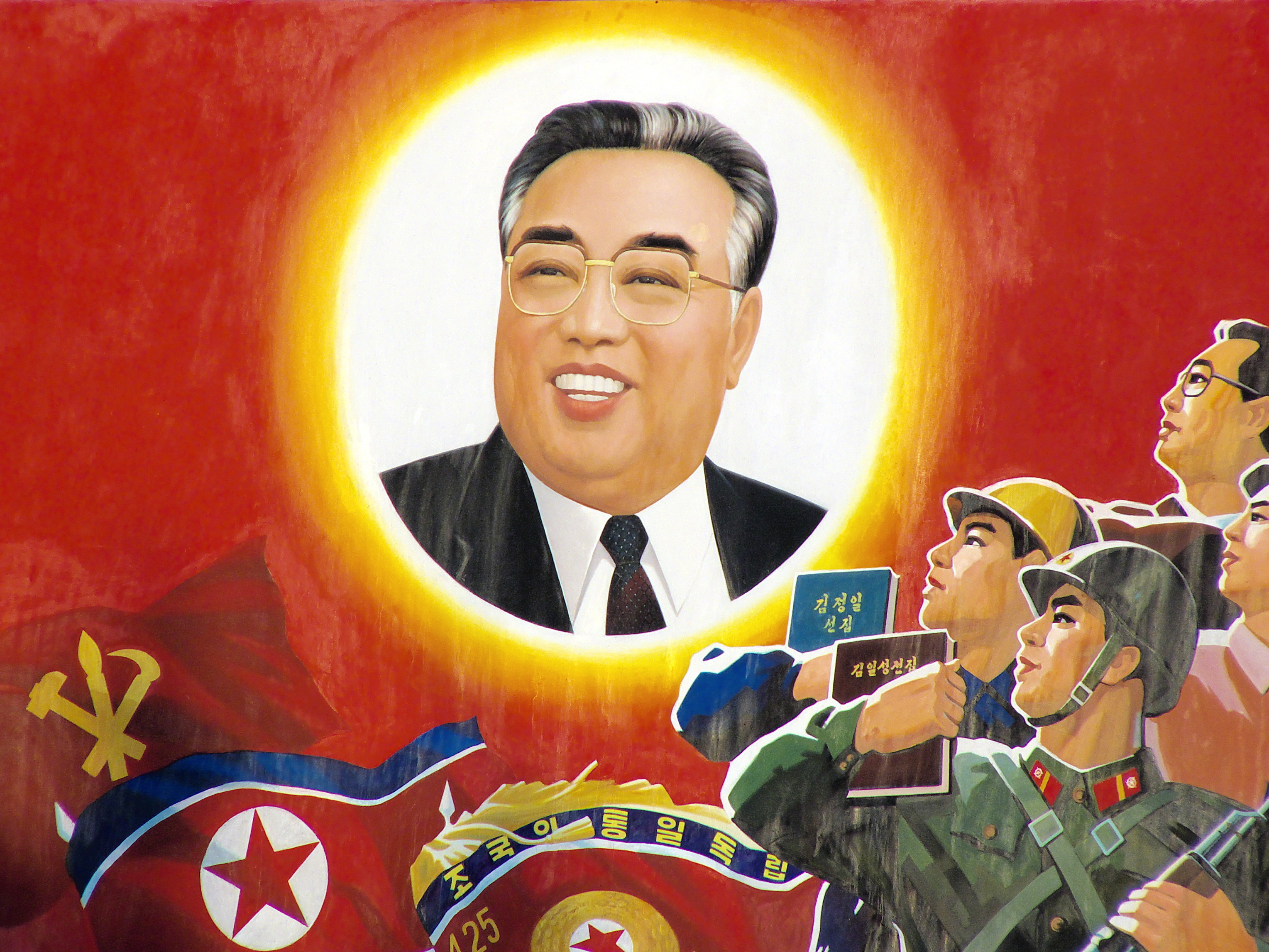
Kim Ir Szent ábrázoló észak-koreai plakát